# Samurai II: Dojo
Samurai II: Dojo est un jeu vidéo d'action pour iOS. Il a été développé par Madfinger Games. 
Il est sorti le 02 décembre 2010.

## Gameplay
Le but du jeu est d'affronter une vague d'ennemis dans une arène. Il existe 6 types d’ennemis, le jeu comprend un mode Survival. 

## Accueil
- AppSafari : [3]